# Tropicana Products
Tropicana Brands er en amerikansk producent af frugtjuice. Den blev etableret i 1947 af Anthony T. Rossi i Bradenton, Florida. Fra 1998 til 2021 var det et datterselskab til PepsiCo. I 2021 solgte PepsiCo 61 % af Tropicana til PAI Partners, mens de beholdte de resterende 39 %.